# Иустин (Михайлов)
Епископ Иустин (в миру Яков Евдокимович Михайлов; 1798, Орловская губерния — 17 марта 1879, Боголюбово, Владимирский уезд, Владимирская губерния) — епископ Русской православной церкви, епископ Владимирский и Суздальский.

## Биография
Яков Евдокимович Михайлов родился в октябре 1798 года в селе Альшане Орловского уезда в семье диакона. Первоначально учился в Орловской духовной семинарии; в 1819 году был направлен в Киевскую духовную академию, которую 28 июня 1823 года окончил со степенью магистра и 17 сентября был назначен бакалавром по классу богословских наук академии.
Пострижен в монашество 25 февраля 1824 года; 3 марта рукоположен во иеродиакона, а 30 марта — во иеромонаха. Был определён библиотекарем Киевской духовной академии.
8 мая 1828 года назначен ректором Киевской духовной семинарии, а 18 июля того же года — архимандритом и настоятелем Киево-Выдубицкого монастыря.
4 июля 1834 года был перемещён настоятелем в Черниговский Елецкий Успенский монастырь и 12 июля назначен ректором Черниговской духовной семинарии.
20 июля 1841 года хиротонисан во епископа Винницкого, викария Подольской епархии.
Прибыв в августе 1841 года в Шаргородский монастырь, едва войдя в обычный порядок исполнения возложенных на викария епархиальных дел, он получил из Петербурга извещение о своём переводе на должность епископа Старорусского, викария Новгородской епархии.
С 27 июля 1842 года — епископ Старорусский, викарий Новгородской епархии. В том же году, с 14 ноября — епископ Ревельский, викарий Санкт-Петербургской епархии.
11 августа 1845 года был назначен епископом Костромским и Галичским, а 5 февраля 1850 года перемещён на Владимирскую кафедру.
С 21 мая 1850 года по 1 марта 1851 года временно управлял Нижегородской епархией.
26 июля 1863 года уволен на покой в Боголюбов Рождество-Богородицкий монастырь близ города Владимира.
Был награждён орденами Св. Анны 1-й степени и Св. Владимира 2-й степени.
Скончался 17 (29) марта 1879 года.